# Parque estatal conmemorativo de Harkness
El Parque estatal conmemorativo de Harkness en inglés: Harkness Memorial State Park, es un parque del Estado de Connecticut, invernadero y jardín botánico con 220 acres (89 hectáreas) de extensión en Waterford, Connecticut. 
El "Harkness Memorial State Park" se encuentra enlistado en el National Register of Historic Places siendo su mansión obra de la firma "Lord & Hewlett"; et al.

## Localización
El parque se ubica en el Long Island Sound. 
Harkness Memorial State Park Great Neck Rd., Waterford, New London county, Connecticut CT 06375 United States of America-Estados Unidos de América. 

## Historia
El parque era antiguamente conocido como Eolia, la finca de Edward Harkness que compró la mansión en 1907, heredero de una fortuna iniciada por su padre Stephen V. Harkness con  importantes inversiones en la firma Standard Oil de John D. Rockefeller. 
Entre 1918 y 1929, fueron hechas importantes mejoras por la paisajista Beatrix Farrand Jones. Eolia fue donada al Estado de Connecticut en 1950 y se convirtió en parte del sistema de los "State Parks" (Parques del Estado) en 1952.  
El Eolia—Harkness Estate fue incluido en los listados del National Register of Historic Places en 1986. El distrito de 220 acres (0.89 km²) incluye 15 edificios y otras 2 estructuras menores.
Durante la década de 1990, se llevó a cabo una profunda restauración del patrimonio de Harkness y de sus jardines, apoyado por el Estado de Connecticut. El arquitecto restaurador principal de este proyecto era el arquitecto inglés Roger Clarke de Canton (Connecticut), con la colaboración del arquitecto británico Peter Clarke y el consultor en la histórica de los jardines Rob Camp Fuoco. 
Al comienzo de la restauración, los "restos" de los jardines existentes y arbustos rudimentarios y perennes se catalogaron y se volvieron a cultivar. Durante los siguientes diez años, un grupo de voluntarios, los Amigos de Harkness y supervisores competentes de parques y el personal han refinado los jardines y los llevaron hacia adelante a su belleza actual e importancia histórica.

## Colecciones
El parque alberga una mansión de 42 habitaciones, diseñada por la firma de arquitectos de Nueva York "Lord & Hewlett".
Actualmente el parque que rodea la mansión tiene muchas zonas ajardinadas, destacando:
- Los antiguos invernaderos,
- Rosaleda y jardines de flor cortada,
- Jardín italiano,
- Jardín oriental,
- Rocalla paisajista
- Arboleda para pícnic